# Heracleum mantegazzianum
A Heracleum mantegazzianum contém furocumarinas (psoralenos) que produzem mudanças na estrutura celular da pele, reduzindo a sua proteção contra os efeitos da radiação UV. Estas podem ser liberadas a partir da planta simplesmente roçando-a. A exposição à luz do sol após o contato provoca erupções severas na pele e/ou bolhas e queimaduras, cujos efeitos já começam poucas horas após o contato. Mesmo em dias nublados produzem novas queimaduras.
Dependendo da extensão do contato, a vítima pode sofrer um avermelhamento da pele, queimaduras e bolhas que necessitam de tratamento hospitalar.
A radiação  ultravioleta A (UVA) ativa substâncias químicas conhecidas como psoralenos, que ocorrem naturalmente em várias plantas, não só está planta como muitas outras, com destaque por exemplo para a Figueira. Na presença de UVA ocorre a conjugação de psoralenos com o DNA das células epidérmicas, inibindo a replicação do DNA e causanso a interrupção do ciclo celular.  A fotossensibilização mediada pelos psoralenos também causa uma alteração na expressão de citocinas e receptores de citocinas.  Os psoralenos interagem com RNA, proteínas e outros componentes celulares e modificam indiretamente proteínas e lipídios por meio de reações mediadas por oxigênio singuleto ou pela geração de radicais livres. Os linfócitos infiltrantes são fortemente suprimidos, com efeitos variáveis em diferentes subconjuntos de células T. Todos estes mecanismos estão na origem de reacções de fotossensibilidade, predominantemente fototoxicidade (basicamente uma queimadura facilitada), que se usada em ambiente e doses controlados pode ser utilizada como uma variedade muito útil e eficaz de fototerapia (Psoraleno+ UVA = PUVA). Por outro lado a exposição inadvertida, acidental, à seiva de plantas rica em psoralenos, pode conduzir, mediante exposição à luz solar, ao desenvolvimento de graves reações de fototoxicidade (potenciação de queimadura), que são muitas vezes designadas de fito(planta)foto (luz)dermatite, caracterizada por lesões inflamatórias, por vezes bolhosas, nas áreas de contacto, muitas vezes desenhando padrões bizarros, mediante o tipo de contato com as plantas. Lesões que após a fase inflamatória inicial desenvolvem hiperpigmentação residual post-inflamatória que pode levar meses a regredir. A "Dermatite dos prados" de quem vai fazer piqueniques ao campo e se senta ou deita em cima  de plantas cuja seiva é rica em psoralenos, e a "Dermite em berloque" (fotosensibilizaçao a perfumes contendo fotossensibilizantes, como a essência de bergamota) são outros exemplos de reacções de fotossensibilidade aos psoralenos. A fitofotodermatite surge muitas vezes em contexto profissional, ao estar-se a proceder à poda de Figueiras, à luz do sol e sem medidas adequadas de fotoprotecçao (camisas de manga  comprida e luvas,bem como chapéu), sendo uma causa frequente de recurso a consultas urgentes de dermatologia no Verão.
Em alguns casos, ocorre uma alteração permanente na pigmentação da pele.
Atualmente, a Heracleum mantegazzianum está sendo discutida. Há discussões em que se afirma que os casos apontados são exagerados e que muitas outras plantas são mais perigosas. Esse ponto de vista parece ser contrário às conclusões de um estudo realizado em 1996 na Suíça com 29 relatos de intoxicação por plantas. Dentro desses casos, 18 relatos para a Heracleum mantegazzianum merecem destaque por terem produzidos consequências "sérias" e que se tornaram a segunda planta mais perigosa (só a Atropa belladona, beladona, é mais perigosa).[carece de fontes?]
Fonte: http://www.thepoisongarden.co.uk/atoz/heracleum_mantegazzianum.htm